# آنا آلیابیه‌وا
آنا آلیابیه‌وا (به انگلیسی: Anna Alyabyeva) ژیمناست زادهٔ ۱۳ نوامبر ۱۹۹۳ میلادی اهل کشور قزاقستان است.